# Radostowo (Rozogi)
Radostowo (deutsch Radostowen, 1936 bis 1945 Rehbruch) ist ein Dorf in der polnischen Woiwodschaft Ermland-Masuren und gehört zur Gmina Rozogi (Landgemeinde Friedrichshof) im Powiat Szczycieński (Kreis Ortelsburg).

## Geographische Lage
Radostowo liegt in der südlichen Mitte der Woiwodschaft Ermland-Masuren, 19 Kilometer südöstlich der Kreisstadt Szczytno (deutsch Ortelsburg).

## Geschichte
Über die Gründung des nach 1785 Radostowk und nach 1820 Radostowo genannten kleinen Dorfs liegt eine Nachricht vom 13. März 1784 vor: „Hier ist ein Etablissement eines regulären Dorfs bereits im Werke. Der Riß ist bereits 1782 gefertigt.“ Zwischen 1874 und 1945 war es in den Amtsbezirk Wilhelmsthal (polnisch Pużary) im ostpreußischen Kreis Ortelsburg eingegliedert.
194 Einwohner zählte Radostowen im Jahre 1910, Im Jahre 1933 waren es 158. Aufgrund der Bestimmungen des Versailler Vertrags stimmte die Bevölkerung in den Volksabstimmungen in Ost- und Westpreußen am 11. Juli 1920 über die weitere staatliche Zugehörigkeit zu Ostpreußen (und damit zu Deutschland) oder den Anschluss an Polen ab. In Radostowen stimmten 141 Einwohner für den Verbleib bei Ostpreußen, auf Polen entfielen keine Stimmen.
Am 10. Juni 1936 änderte das Dorf Radostowen aus politisch-ideologischen Gründen seinen Namen und nannte sich in „Rehbruch“ um. Die Einwohnerzahl belief sich 1939 auf 173.
In Kriegsfolge kam Rehbruch 1945 mit dem gesamten südlichen Ostpreußen an Polen und erhielt die polnische Namensform „Radostowo“. Heute ist das kleine Dorf eine Ortschaft im Verbund der Landgemeinde Rozogi (Friedrichshof) im Powiat Szczycieński (Kreis Ortelsburg), bis 1998 der Woiwodschaft Ostrołęka, seither der Woiwodschaft Ermland-Masuren zugehörig. Im Jahre 2011 betrug die Zahl der Einwohner 108.

## Kirche
Bis 1945 war Radostowen resp. Rehbruch in die evangelische Kirche Fürstenwalde in der Kirchenprovinz Ostpreußen der Kirche der Altpreußischen Union sowie in die römisch-katholische Kirche Liebenberg (polnisch Klon) im Bistum Ermland eingepfarrt.
Der Bezug zur katholischen Pfarrei in Klon, die jetzt zum Erzbistum Ermland gehört, soll auch heute noch bestehen. Die evangelischen Einwohner richten sich zur Pfarrei in Szczytno (Ortelsburg) in der Diözese Masuren der Evangelisch-Augsburgischen Kirche in Polen aus.

## Verkehr
Radostowo liegt an einer Nebenstraße, die von Klon (Liebenberg) über Orzeszki (Zielonygrund, 1933 bis 1945 Schützengrund) nach Księży Lasek (Fürstenwalde) führt. Eine Anbindung an den Bahnverkehr besteht nicht.